# Arrancy-sur-Crusne
Arrancy-sur-Crusne är en kommun i departementet Meuse i regionen Grand Est (tidigare regionen Lorraine) i nordöstra Frankrike. Kommunen ligger i kantonen Spincourt som tillhör arrondissementet Verdun. År 2022 hade Arrancy-sur-Crusne 458 invånare.

## Befolkningsutveckling
Antalet invånare i kommunen Arrancy-sur-Crusne
| Referens: INSEE |